# Акваланг

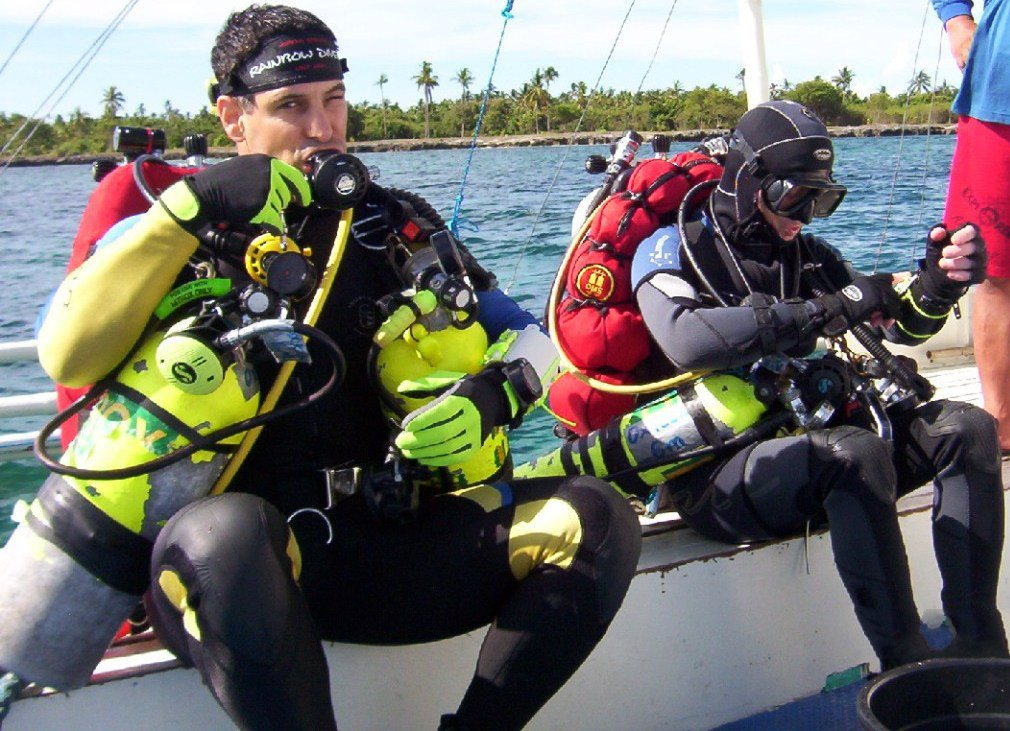
Аквалангисты с аквалангами

Аквала́нг (от лат. aqua, вода + англ. lung, лёгкое = Aqua-lung, «Водяное лёгкое») или ску́ба (англ. SCUBA, Self-contained underwater breathing apparatus, автономный аппарат для дыхания под водой) — лёгкое водолазное снаряжение, позволяющее погружаться на глубины до трёхсот метров.
Первые акваланги включали шланг, через который подавался воздух. Использование автономных подводных дыхательных аппаратов обеспечило водолазу преимущества в мобильности и дальности плавания далеко за пределами досягаемости шланга, прикреплённого к оборудованию.

## История
Первый регулятор подачи воздуха с поверхности был запатентован в 1866 году Бенуа Рукейролем — французским горным инженером, который в 1860 году изобрёл регулятор утечки сжатого воздуха для использования в наполненных загрязнённым воздухом шахтах. Этот прибор состоял из контейнера со сжатым воздухом и шланга. Позже Огюст Денейруз адаптировал его для автоматической подачи воздуха под водой. Регулятор работал по принципу сухой и мокрой камер, мембраны и клапана. Система приводилась в движение вдохом (пониженное давление) и выдохом (повышенное давление). Регулятор был способен делать давление в дыхательном аппарате равным окружающему давлению. Изобретателям был выдан патент N 63606 на устройство. Именно этот аппарат и описал Жюль Верн в романе «Двадцать тысяч льё под водой».

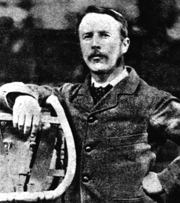
Генри Флюсс (1851—1932)

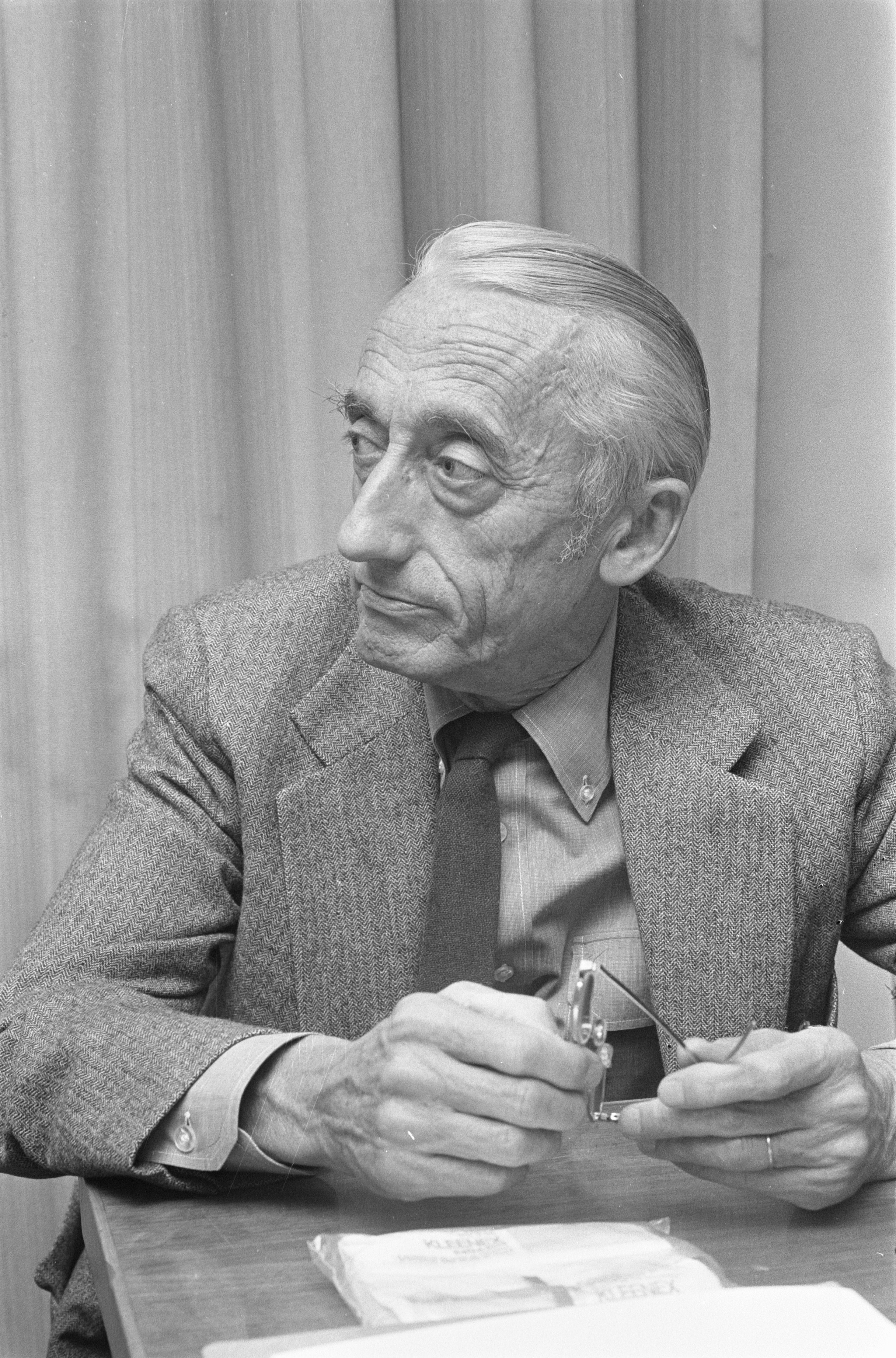
Жак-Ив Кусто, 11.06.1910 — 25.06.1997

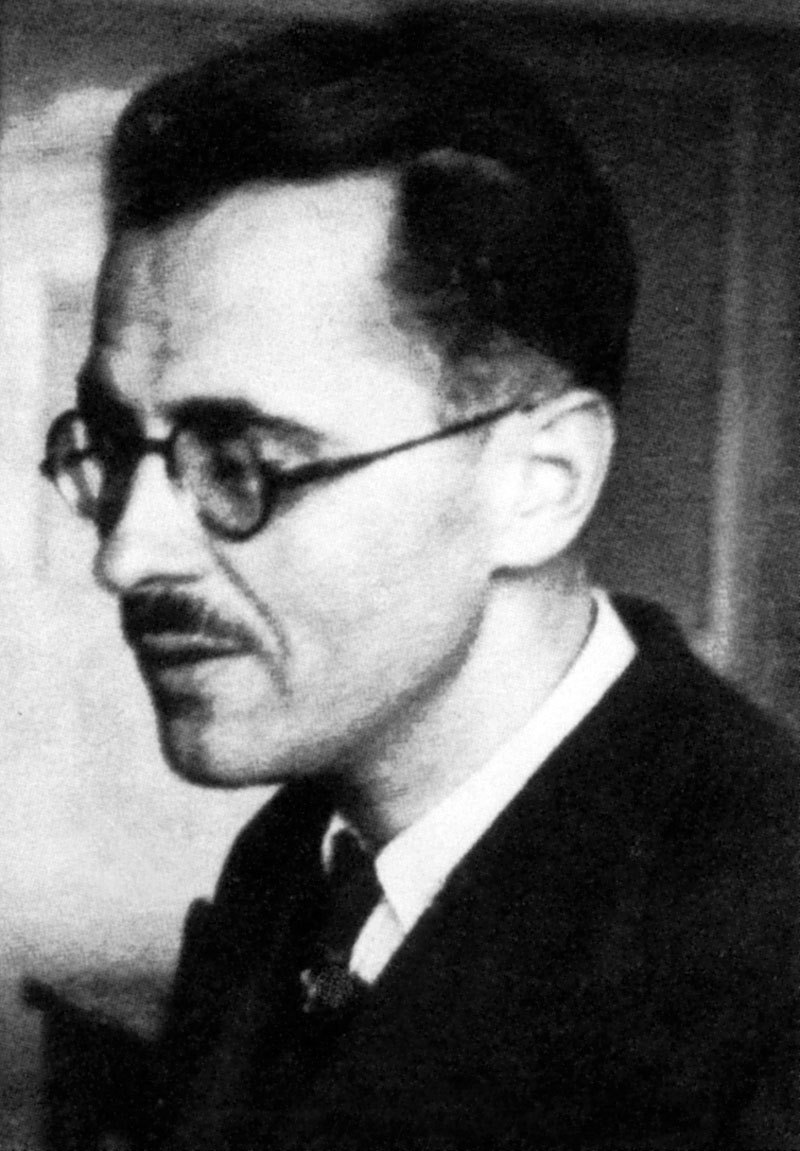
Эмиль Ганьян, 11.12.1900 — 27.04.1984

В 1878 году Генри Флюсс изобрёл первый удачный подводный аппарат с замкнутой схемой дыхания, использующий чистый кислород (ребризер). Автономный дыхательный аппарат Флюсса состоял из резиновой маски, соединенной с дыхательным мешком, с приблизительно 50-60 % кислорода, подаваемого из медного резервуара, и углекислого газа, очищенного путем пропускания его через пучок веревочной пряжи, пропитанной раствором едкого калия, при этом система давала продолжительность погружения до трёх часов. Этот прибор не имел никакой возможности измерить состав газа во время использования. Вскоре у водолазов возникли новые проблемы, так как в то время не было известно, что чистый кислород, вдыхаемый под давлением, становится токсичным на глубине более 20 м и время его вдыхания должно быть ограничено.
В 1910-е годы был усовершенствован регулятор подачи кислорода и изготовлены баллоны, которые могли выдерживать давление газа до 200 атм. Это позволило автономному аппарату с замкнутой схемой Флюсса стать штатным спасательным оборудованием для подводного флота Великобритании.
В 1939 году майор ВМС США Кристиан Дж. Ламбертсен изобрёл подводный кислородный дыхательный аппарат для свободного плавания, который был принят Управлением стратегических служб США. В 1952 году он запатентовал модификацию своего аппарата, на этот раз названного SCUBA, (сокращение от self-contained underwater breathing apparatus — «автономный подводный дыхательный аппарат»), который стал общим английским словом для автономного дыхательного оборудования для подводного плавания, а затем для занятий с использованием этого оборудования. После Второй мировой войны военные аквалангисты продолжали использовать ребризеры, поскольку они не производили пузыри, которые бы выявляли присутствие аквалангиста. Высокий процент кислорода ограничивал глубину, на которой они могли использоваться из-за риска судорог, вызванных острой кислородной токсичностью.
Офицеру ВМС Франции капитану II ранга Ле Приеру несколькими десятилетиями позже удалось сконструировать аппарат для дыхания с высокопрочным баллоном сжатого воздуха. Жорж Комейнтес улучшил аппарат Ле Приера. Вместо одного баллона для сжатого воздуха он использовал два.
Несмотря на недостатки в применении и риск кислородного отравления, наибольшей популярностью пользовались аппараты с замкнутой схемой дыхания. Во время Второй мировой войны они использовались всеми воюющими сторонами. В то же время два француза, морской офицер и инженер, работали над изобретением аппарата с открытой схемой дыхания на сжатом воздухе. Это были капитан Жак-Ив Кусто и Эмиль Ганьян. Работая в сложных условиях оккупированной немцами Франции, в 1943 году они изобрели первый безопасный и эффективный аппарат для дыхания под водой, названный аквалангом, который в дальнейшем Кусто успешно использовал для погружения на глубину до 60 метров без каких-либо вредных последствий.
Слово «акваланг» является торговой маркой во многих странах мира и обозначает только продукцию фирмы Aqualung, и только на территории бывшего СССР оно стало общеупотребительным и обозначает класс дыхательных аппаратов.

## Составные части
Акваланг состоит из:
- Баллонов и регуляторов давления

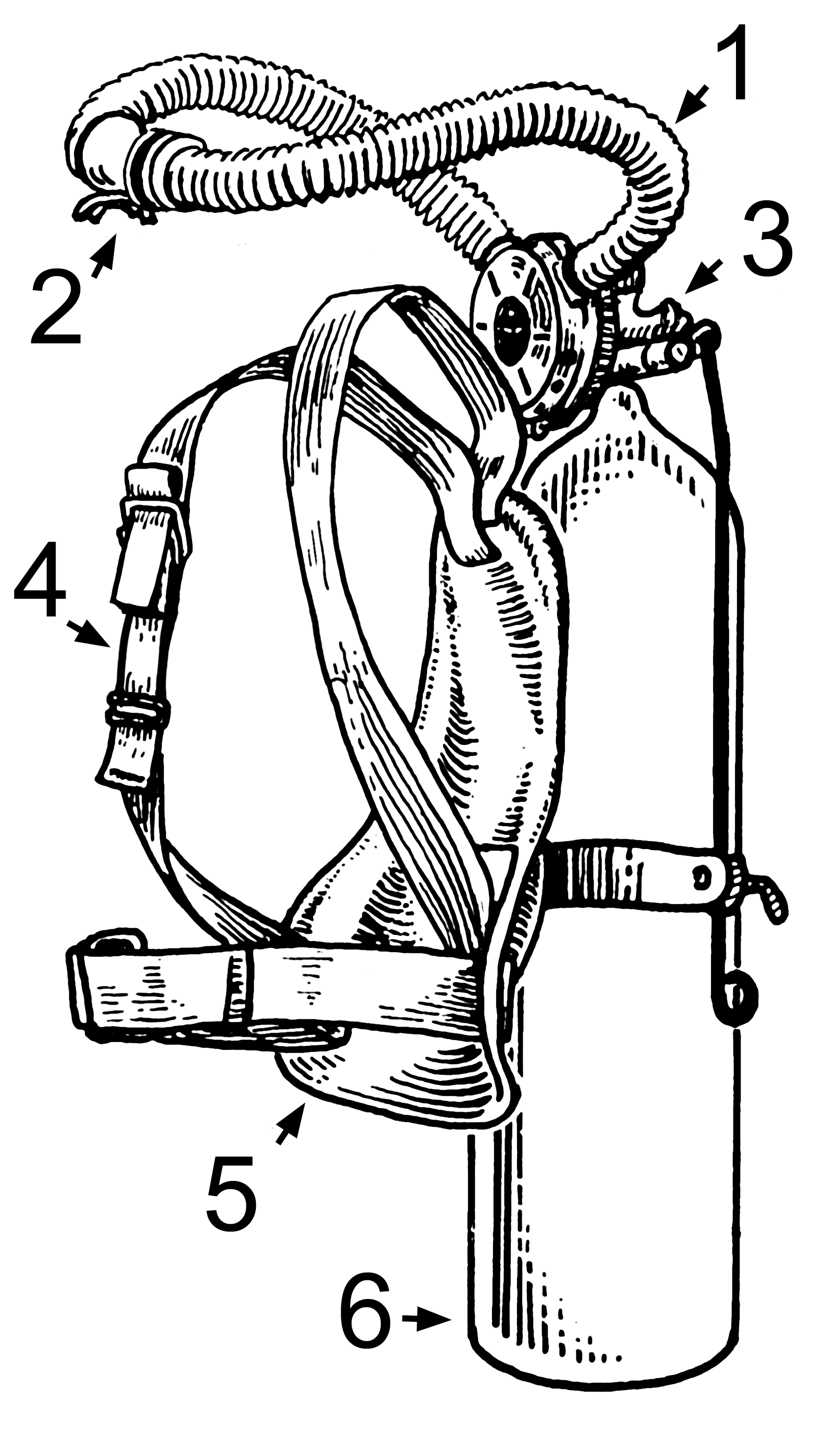
Акваланг: 1 — Шланг, 2 — Мундштук; 3 — Клапан (редуктор); 4 — Наплечный ремень; 5 — Наспинный щиток; 6 — Резервуар (газовый баллон)

Также используется вспомогательное оборудование:
- Компенсатор плавучести и грузовая система
- Ласты, а также иногда буксиры
- Маска, а также иногда гидрокостюм

В большинстве случаев дыхание с применением акваланга мало отличается от нормального поверхностного дыхания. При наличии полнолицевой маски дайвер, как правило, может дышать через нос или рот, а в случае мундштука дайвер должен будет держать его между зубами и поддерживать герметичность губами. При длительном погружении это может вызвать усталость челюсти, а у некоторых — рвотный рефлекс.
Баллон — одного или нескольких баллонов различной ёмкости от 2 до 20 литров (иногда встречаются 20- и 22-литровые баллоны).
В последнее время распространены одиночные баллоны, выполненные из алюминиевого сплава или стальные, рассчитанные под давление 200 или 300 бар. В Советском Союзе были широко распространены аппараты, состоящие из двух баллонов ёмкостью от 4,6 л («Юнга») до 7 л («Украина-2»), в которых под давлением содержится сжатый воздух или иная дыхательная смесь. Обычно баллоны и регуляторы рассчитаны на давление 200 бар (атм), баллоны и регуляторы на 300 бар (атм) используются, в основном, в техническом дайвинге.
Регулятор состоит из двух основных частей — первой и второй ступеней. Первая ступень регулятора понижает давление из баллона до установочного (9-10 бар), а вторая ступень понижает давление до давления окружающей среды и соединена шлангом низкого давления с первой ступенью. Воздух под давлением из баллона подаётся в регулятор первой ступени, понижается давление до так называемого промежуточного или среднего, и далее по шлангу передаётся в регулятор второй ступени (загубник которого берётся в рот), и понижает давление до давления окружающей среды, обеспечивая комфортное дыхание.
Компенсатор плавучести (BC — Buoyancy compensator) ' — является неотъемлемой частью аппарата СКУБА и предназначен для компенсации переменной отрицательной (создаваемой грузовым поясом) плавучести дайвера, как в момент погружения, так и в момент пребывания на поверхности.
Грузовая система. Служит для компенсации архимедовой силы, действующей на дайвера при совершении погружения.

## Криогенный акваланг
Криоге́нный аквала́нг (криоланг) — изолирующий дыхательный аппарат, в котором жидкий воздух хранится в двустенном баллоне, выполненном в виде сосуда Дьюара с экранно-вакуумной изоляцией. Позволяет увеличить время автономной работы под водой и значительно снизить массу и габариты аппарата.
Криогенный акваланг очень прост по конструкции, имеет, как правило, небольшое рабочее давление 10—12 атм и в два раза большее время работы под водой, чем акваланг на сжатом воздухе. Заправляется чистым жидким воздухом или смесью жидкого азота с кислородом.

## Рекорды[12]
- 22 декабря 2003 года — 313 метров, установлен англичанином Марком Элиотом.
- 2005 год — 318 метров, установлен южноафриканцем Нуно Гомесом.
- 5 июля 2005 года — 330 метров, Паскаль Бернабе, француз.
- 18 сентября 2014 года — 332,4 метра, Ахмед Габр, египтянин . Архивная копия от 11 октября 2016 на Wayback Machine.
- 1992 год — самое продолжительное погружение под воду — 69 дней. Установлен Ричардом Пресли.